# Ян Метз
Ян Метз (нидерл. Jan Metz, 4 мая 1919 — 1 января 2005) — нидерландский шашист и шашечный композитор. Вице-чемпион Нидерландов по шашкам 1951 года.

## Спортивная деятельность
- Чемпионат Нидерландов по международным шашкам среди мужчин 1937 — 4-6 место (с Адом де Грагом и Барисом Дукелем), 12 очков из 22 возможных
- Чемпионат Нидерландов по международным шашкам среди мужчин 1944 — 5-6 место (с Вимом Гюйсманом), 15 очков из 26 возможных
- Чемпионат Нидерландов по международным шашкам среди мужчин 1946 — 7-10 место (с Фритсом Верхувеном, Барисом Дукелем и Вимом Розенбургом), 9 очков из 22 возможных
- Чемпионат Нидерландов по международным шашкам среди мужчин 1949 — 4-8 место (с Йоханом Восом, Барисом Дукелем, Андре Лигтхартом и Сесом Сёйком), 14 очков из 28 возможных
- Чемпионат Нидерландов по международным шашкам среди мужчин 1950 — 6 место, 11 очков из 22 возможных
- Чемпионат Нидерландов по международным шашкам среди мужчин 1951 — 2 место, 13 очков из 22 возможных
- Чемпионат Нидерландов по международным шашкам среди мужчин 1952 — 7-8 место (c Вимом де Йонгом, 11 очков из 22 возможных

- международный турнир Lucas Bols Toernooi Amsterdam 1960 — 5 место, 13 очков из 28 возможных